# Kościół św. Wojciecha w Brześciu
Kościół świętego Wojciecha w Brześciu – rzymskokatolicki kościół parafialny należący do parafii pod tym samym wezwaniem (dekanat kruszwicki archidiecezji gnieźnieńskiej).
Budowa świątyni została zakończona w 1936 roku, natomiast kościół został konsekrowany w 1938 roku. Podczas II wojny światowej świątynia została częściowo zniszczona. Kościół został odbudowany i przebudowany dopiero w 1949 roku. Budowla jest murowana, otynkowana, charakteryzuje się neobarokową wieżą. Wnętrze nakryte jest płaskim stropem. Do skromnego wystroju należą min. trzy neoklasycystyczne ołtarze. Nad wejściem do kościoła umieszczony jest krucyfiks.